# Felipe Alves
Felipe Alves Raymundo (São Paulo, 21 de maio de 1988) é um futebolista brasileiro que atua como goleiro. Atualmente joga no Santa Cruz.
Por conta da frieza ao jogar com os pés e também pelo fato de ser um pegador de pênaltis, é apelidado de "Homem de Gelo".

## Carreira
Nascido em São Paulo, Felipe Alves foi revelado nas categorias de base no Paulista de Jundiaí. Fez sua estreia em 28 de março de 2009, contra o Ituano, num empate em 0–0 pelo Campeonato Paulista.
Felipe Alves tornou-se titular na Série D e permaneceu nos anos seguintes. Dois anos depois, em 17 de junho de 2011, ele foi emprestado ao Vitória até o fim do ano.
Em 8 de dezembro de 2011, Felipe Alves foi contratado pelo Atlético Sorocaba. Antes da temporada de 2014, ele ingressou no Audax.
Felipe Alves foi emprestado ao Guaratinguetá, Paraná e Oeste, todos eles comandados pelo treinador Fernando Diniz.

### Atlético Paranaense
Em 2 de fevereiro de 2018, ele concordou em um contrato definitivo de um ano com o Atlético Paranaense, comandado também por Fernando Diniz.
No dia 3 de junho, aos 30 anos, Felipe Alves estreou na Série A, iniciando em uma derrota por 3–1 contra o América Mineiro.

### Fortaleza
No dia 19 de dezembro de 2018, assinou com o Fortaleza para o ano de 2019. Foi um dos destaques do clube comandado por Rogério Ceni, terminando a temporada com 43 jogos realizados. No dia 13 de dezembro de 2019, renovou o seu contrato com o Leão até o fim de 2021.

### Juventude
Foi confirmado como reforço do Juventude no dia 18 de fevereiro de 2022, chegando por empréstimo do Fortaleza e assinando até o final do ano.

### São Paulo
Sem espaço no Juventude, teve a sua contratação anunciada pelo São Paulo no dia 29 de julho de 2022, assinando por empréstimo até o fim de 2023.
Depois de ter feito apenas um treino com a equipe, Felipe Alves estreou pelo Tricolor no dia 31 de julho, contra o Athletico Paranaense, na Arena da Baixada. O goleiro cometeu um pênalti após receber um recuo e errar no domínio, derrubando assim o atacante Vitor Roque. Na cobrança, Felipe Alves se redimiu e defendeu o chute do zagueiro Thiago Heleno. No entanto, após mais uma penalidade para o Furacão, dessa vez cometida pelo zagueiro Moreira, o meia Vitor Bueno marcou e o Athletico acabou vencendo por 1–0.
Com pouco tempo tomou a posição de titular do goleiro Jandrei, tendo participado das duas disputas de pênaltis que levaram o São Paulo à final da Copa Sul-Americana. Contra o Ceará, nas quartas de final, Felipe Alves defendeu o pênalti de Guilherme Castilho e viu as cobranças de Vina e Fernando Sobral irem para fora. Já contra o Atlético Goianiense, nas semifinais, o goleiro viu Baralhas isolar a segunda cobrança e ainda defendeu o pênalti de Léo Pereira.
Felipe Alves voltou a defender um pênalti pelo Tricolor no dia 16 de outubro, num empate em 0–0 contra o Palmeiras, quando teve sua melhor atuação pelo São Paulo e fechou o gol no clássico Choque-Rei válido pelo Campeonato Brasileiro. Aos 20 minutos do segundo tempo, após a análise do VAR, o árbitro confirmou a penalidade cometida por um toque de mão de Jonathan Calleri. O meia palmeirense Gustavo Scarpa foi para a cobrança e bateu no canto, mas parou na defesa do goleiro são-paulino. Além do pênalti defendido, Felipe também fez outras defesas milagrosas e acabou sendo eleito o Craque da Partida pela TV Globo.
Levantou seu primeiro título pelo clube em setembro de 2023, sendo reserva na conquista da Copa do Brasil.

### Fluminense
Sem oportunidades no São Paulo, Felipe Alves foi contratado pelo Fluminense no dia 8 de janeiro de 2024, a pedido do treinador Fernando Diniz. O goleiro assinou com o clube carioca até o final do ano, podendo renovar por mais um caso atingisse metas. Não correspondendo nas vezes em que atuou, inclusive sendo muito criticado na derrota para o Botafogo pela última rodada do campeonato estadual, Felipe Alves foi preterido, não atuou mais pelo Fluminense e não teve seu contrato renovado para a temporada 2025.

### Noroeste
No dia 26 de dezembro de 2024, o goleiro foi anunciado pelo Noroeste para a disputa da elite do Paulistão em 2025.

### Santa Cruz
Em 23 de fevereiro de 2025, Felipe Alves acertou com o Santa Cruz para a disputa da Série D. Após a chegada do atacante Thiago Galhardo, o goleiro foi o segundo grande reforço do time pernambucano, que vem passando por um processo de reestruturação e profissionalização depois de se tornar uma SAF.

## Títulos
Paulista
- Copa Paulista: 2010

Atlético Paranaense
- Copa Sul-Americana: 2018

Fortaleza
- Campeonato Cearense: 2019, 2020 e 2021
- Copa do Nordeste: 2019

São Paulo
- Copa do Brasil: 2023

Fluminense
- Recopa Sul-Americana: 2024

### Prêmios individuais
- Seleção do Campeonato Cearense: 2019 e 2020